# Copa de Europa de baloncesto 1971-72
La decimoquinta edición de la Copa de Europa de Baloncesto fue ganada por el Ignis Varese, que lograba su segundo título tras el conseguido en 1970, derrotando en la final a la Jugoplastika. La final se disputó en el Sports Palace at Yad Eliyahu de Tel Aviv.

## Primera ronda
| Equipo 1               | Agr.    | Equipo 2        | Ida    | Vuelta |
| ---------------------- | ------- | --------------- | ------ | ------ |
| Amicale                | 130-192 | Panathinaikos   | 63–98  | 67–94  |
| Tapion Honka           | 164–138 | Alvik           | 73–60  | 91–78  |
| Jeunesse Sportivo Alep | 0-4*    | 17 Nëntori      | 0–2    | 0–2    |
| Al-Gezira              | 141-196 | Jugoplastika    | 66–84  | 75–112 |
| İTÜ                    | 176-179 | Radio Koch Wien | 91-84  | 85-95  |
| Lourenço Marques       | 147–172 | ASVEL           | 72–77  | 75–95  |
| Virum                  | 90-234  | Real Madrid     | 43–120 | 47–114 |
| FUS                    | 124–179 | Bus Fruit Lier  | 64–82  | 63–123 |

*Jeunesse Sportivo Alep se retiró antes del partido de ida y el 17 Nëntori recibió el marcador 2-0 en ambos partidos.

## Segunda ronda
| Equipo 1          | Agr.    | Equipo 2        | Ida    | Vuelta |
| ----------------- | ------- | --------------- | ------ | ------ |
| Panathinaikos     | 161-154 | Maccabi Elite   | 81–73  | 80–81  |
| Tapion Honka      | 153-188 | Slavia VŠ Praha | 80–87  | 73–101 |
| 17 Nëntori        | 135-175 | Jugoplastika    | 77–90  | 58–85  |
| Radio Koch Wien   | 173-172 | ASVEL           | 101–85 | 72–87  |
| 04 Leverkusen     | 140-197 | Real Madrid     | 77–84  | 63–113 |
| Fribourg Olympic  | 127-209 | Bus Fruit Lier  | 73–99  | 54–110 |
| Levi's Flamingo's | -*      | Academic        | 92–94  | 92–105 |

*Academic se clasificó para la siguiente ronda como ganador de este enfrentamiento, aunque el equipo búlgaro posteriormente se retiró alegando que la mayoría de sus jugadores internacionales habían sido convocados para disputar una serie de partidos del bloque comunista (aunque la verdadera razón era la preparación del torneo preolímpico). Posteriormente, la FIBA sancionó al Akademik por este abandono intencionado e invitó al Levi's Flamingo's a ocupar su lugar en la fase de grupos de cuartos de final.
Clasificado automáticamente para la fase de grupos
- Ignis Varese (finalista el año anterior)

## Fase de grupos de cuartos de final
Los cuartos de final se jugaron con un sistema de todos contra todos, en el que cada serie de dos partidos ida y vuelta se consideraba como un solo partido para la clasificación.
|  | Los dos primeros acceden a semifinales |

|    | Equipo            | Par. | Pts. | G | P | PF  | PC  | PD  |
| -- | ----------------- | ---- | ---- | - | - | --- | --- | --- |
| 1. | Ignis Varese      | 3    | 6    | 3 | 0 | 553 | 488 | +65 |
| 2. | Real Madrid       | 3    | 5    | 2 | 1 | 516 | 500 | +16 |
| 3. | Radio Koch Wien   | 3    | 4    | 1 | 2 | 499 | 559 | -60 |
| 4. | Levi's Flamingo's | 3    | 3    | 0 | 3 | 541 | 562 | -21 |

|    | Equipo          | Par. | Pts. | G | P | PF  | PC  | PD  |
| -- | --------------- | ---- | ---- | - | - | --- | --- | --- |
| 1. | Jugoplastika    | 3    | 6    | 3 | 0 | 510 | 474 | +36 |
| 2. | Panathinaikos   | 3    | 4    | 1 | 2 | 484 | 489 | -5  |
| 3. | Slavia VŠ Praha | 3    | 4    | 1 | 2 | 484 | 506 | -22 |
| 4. | Bus Fruit Lier  | 3    | 4    | 1 | 2 | 494 | 503 | -9  |

## Semifinales
| Equipo 1     | Agr.    | Equipo 2      | Ida   | Vuelta |
| ------------ | ------- | ------------- | ----- | ------ |
| Ignis Varese | 139–133 | Panathinaikos | 69–55 | 70–78  |
| Real Madrid  | 158–161 | Jugoplastika  | 89–81 | 69–80  |

## Final
| 23 de marzo de 1972 | Ignis Varese                  | 70–69       | Jugoplastika                 | |  |
|                     | Parciales: 34-35, 36–34       |             |                              | |  |
|                     | Estadísticas Dino Meneghin 21 | Reporte Pts | Estadísticas 24 Petar Skansi | Pabellón: Sports Palace at Yad Eliyahu, Tel Aviv Asistencia: 9.444 espectadores Árbitros: Hüsammetin Topuzoğlu (TUR), Christos Avramidis (GRE) |  |

| Campeón de la Copa de Europa 1971–72 |
| ------------------------------------ |
| Ignis Varese 2º título               |